# Joseph Leidy
Joseph Leidy (9 de septiembre de 1823 - 30 de abril de 1891) fue un paleontólogo y naturalista estadounidense.
Leidy fue catedrático de anatomía en la Universidad de Pensilvania, y más tarde catedrático de historia natural en el Swarthmore College. Su libro Extinct Fauna of Dakota and Nebraska, escrito en 1869, contenía multitud de especies no descritas hasta entonces, muchas de las cuales eran desconocidas en el continente norteamericano.
Se casó con Anna Hardin, pero el matrimonio no tuvo ningún hijo, y acabaron adoptando una niña en un orfanato.
Leidy describió el holotipo de Hadrosaurus foulkii, excavado en las margas de Haddonfield. Se trataba del primer esqueto fosilizado casi al completo de un dinosaurio. El ejemplar fue originalmente descubierto por William Parker Foulke.
Leidy también era un parasitólogo reconocido. En 1846 descubrió que la triquinosis era causada por un parásito en la carne poco cocinada. También fue un protozoólogo pionero, y en 1879 publicó Fresh-water Rhizopods of North America, una obra maestra que todavía en nuestros tiempos se sigue referenciando.

## Forense innovador
En 1846, Leidy fue el primer humano en usar un microscopio para resolver un asesinato. Un hombre acusado de matar a un granjero de Filadelfia tenía sangre en la ropa y en el hacha. El sospechoso afirmaba que la sangre era de las gallinas que había sacrificado. Leidy, con su microscopio, no encontró ningún núcleo en los eritrocitos (los eritrocitos humanos no poseen núcleo). Además, descubrió que los eritrocitos de gallina no perdían el núcleo aunque se mantuvieran fuera del cuerpo durante horas. Por tanto, llegó a la conclusión de que aquella sangre no podía ser de gallina, y finalmente, el sospechoso acabó confesando.

## Zoología y botánica
Realizó la identificación y asignación de nombre de nuevas especies de vertebrados, plantas, algas y  hongos, destacando algunas basadas en restos fósiles.
- La abreviatura «Leidy» se emplea para indicar a Joseph Leidy como autoridad en la descripción y clasificación científica de los vegetales.[1]